# Entre amis
Pour les articles homonymes, voir Entre amis (homonymie).
Entre amis (Between Friends) est un recueil de huit nouvelles écrit par Amos Oz, paru en 2012 et en 2013 en français.